# Alphons Czibulka

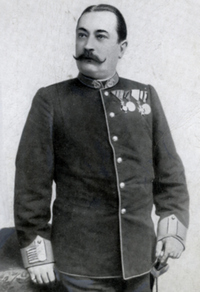
Alphons Czibulka

Alphons Czibulka, född 14 maj 1842 i Kirchdrauf, död 27 oktober 1894 i Wien, var en ungersk musiker. 
Czibulka var verksam som militärkapellmästare i Wien. Han blev bekant genom en mängd dans- och salongskompositioner och skrev även operetter (bland annat Pfingsten in Florenz).